# Dendropsophus elianeae
Dendropsophus elianeae és una espècie de granota que viu al Brasil i, possiblement també, al Paraguai.
Està amenaçada d'extinció per la pèrdua del seu hàbitat natural.